# Jaltomata weberbaueri
Jaltomata weberbaueri là loài thực vật có hoa trong họ Cà. Loài này được (Dammer) T. Mione & F. G. Coe mô tả khoa học đầu tiên năm 1992.